# Ельміра Налбантова
Ельмі́ра Еде́мівна Налба́нтова (крим. Elmira Nalbandova) — кримськотатарська співачка, акторка, педагог, художня керівниця ансамблю «Хайтарма». Заслужена артистка України та Автономної Республіки Крим. Народна артистка Республіки Крим.

## Біографія
Ельміра Налбантова є донькою видатного кримськотатарського композитора Едема Налбантова.
Свою концертну діяльність розпочала у 1993 році у складі камерного хору «Таврійський благовіст». З 2003 року є солісткою Кримської державної філармонії. Виступає в жанрі моноспектаклів та виконує композиції 17 (за іншими даними — 40) мовами світу.
Ельміра Налбантова є художньою керівницею кримськотатарського ансамблю пісні і танцю «Хайтарма». Окрім творчої діяльності, вона також викладає в Кримському інженерно-педагогічному університеті.

## Нагороди
- Заслужена артистка України[2]
- Заслужена артистка Автономної Республіки Крим[2]
- Народна артистка Республіки Крим[3]